# Małgorzata Szumowska
Małgorzata Szumowska (ur. 26 lutego 1973 w Krakowie) – polska reżyserka, scenarzystka i producentka filmowa.
W 1998 ukończyła studia w Państwowej Wyższej Szkole Filmowej, Telewizyjnej i Teatralnej im. Leona Schillera w Łodzi. Zadebiutowała filmem Szczęśliwy człowiek (2000), lecz jej pierwszym obficie nagradzanym filmem w Polsce były na poły autobiograficzne 33 sceny z życia (2008). W ciągu dalszej kariery filmowej zasłynęła z reżyserii filmów: W imię... (2013), Body/Ciało (2015) i Twarz (2018), które były nagradzane na Międzynarodowym Festiwalu Filmowym w Berlinie. Wyprodukowała film Larsa von Triera Antychryst (2009). 
Powtarzającą się tematyką w filmach Szumowskiej jest wyrażana przez jej bohaterów potrzeba miłości, a zarazem konfrontacja z chorobą i śmiercią bliskich.

## Życiorys

### Rodzina i edukacja
Urodziła się 26 lutego 1973 w Krakowie. Jest córką pisarki Doroty Terakowskiej i dziennikarza Macieja Szumowskiego, a także siostrą reżysera filmów dokumentalnych Wojciecha Szumowskiego i przyrodnią siostrą pisarki Katarzyny T. Nowak. Rodzice Szumowskiej prowadzili otwarty dom, przyjmując do siebie członków krakowskiej bohemy artystycznej. Przyszła reżyserka źle wspominała atmosferę rodzinną – ojciec był alkoholikiem, matka wpajała jej lęk przed anoreksją, poza tym nie lubiła Krakowa jako miasta: „To miasto mnie przeraża. Całe to środowisko, w którym obracali się moi rodzice. Total mieszczańskie przy pozorach wyluzowania i szaleństwa”.
Jest absolwentką V Liceum Ogólnokształcącego im. Augusta Witkowskiego w Krakowie. W 1998 ukończyła studia na Wydziale Reżyserii Filmowej i Telewizyjnej Państwowej Wyższej Szkoły Filmowej, Telewizyjnej i Teatralnej im. Leona Schillera w Łodzi. Wcześniej pod presją rodziców podjęła studia na Uniwersytecie Jagiellońskim, gdzie uczyła się historii sztuki. Debiut w sztuce filmowej umożliwił jej Wojciech Jerzy Has, który zdaniem Szumowskiej „nie cierpiał [...] płytkiego realizmu. [...] Żądał, by się uwolnić od banału publicystki, nie trzymać się realizmu jak matczynej spódnicy, nie bać się metafory, a narrację traktować «jako rzecz wtórną»”.

### Kariera filmowa
Pełnometrażowym debiutem Szumowskiej był Szczęśliwy człowiek (2000) o wegetacji ubogich krakowskich mieszczan, syna (Piotr Jankowski) i matki (Jadwiga Jankowska-Cieślak), którzy prowadzą grę opartą na kłamstwach i prowadzącą do tragicznych wydarzeń. Film został negatywnie odebrany w Polsce – recenzenci zarzucali Szumowskiej „kiczowatą” symbolikę i „telenowelowe rozwiązania fabularne”. Pomimo skromnego sukcesu festiwalowego filmu powściągliwie do Szczęśliwego człowieka odnieśli się również anglosascy krytycy, którzy doceniali wprawdzie urodę zdjęć, ale odbierali film jako przejaw ponuractwa. Deborah Young z „Variety” stwierdziła natomiast, że Szczęśliwy człowiek stanowił dziką kartę dla reżyserki, która w późniejszych swoich filmach miała zostać zaakceptowana w zachodnim obiegu festiwalowym.
Kolejny film Szumowskiej, Ono (2004), został nakręcony w polsko-niemieckiej koprodukcji i portretował losy matki zmagającej się z niechcianą ciążą. Robert Koehler z „Variety” komentował Ono jako przykład filmu, który nie definiując się jako jawnie feministyczny, mógł zostać zrealizowany tylko z żeńskiego punktu widzenia. W międzyczasie na karierę Szumowskiej wpłynęła tragedia rodzinna – w krótkim odstępie czasowym reżyserka doświadczyła śmierci rodziców. Próbę przepracowania traumy podjęła w filmie 33 sceny z życia (2008) zrealizowanym w polsko-niemieckiej koprodukcji. W rolę ekranowej artystki doświadczającej śmierci rodziców wcieliła się Julia Jentsch. Tadeusz Sobolewski na łamach „Gazety Wyborczej” twierdził, że 33 sceny z życia to „jeden z najwybitniejszych polskich obrazów ostatnich lat, mówiących własnym głosem”. Zarazem ów film okazał się wielkim wydarzeniem festiwalowym, dzięki któremu Szumowska zdobyła szereg nagród, w tym Złotą Kaczkę dla najlepszego filmu oraz nagrodę za reżyserię na Festiwalu Polskich Filmów Fabularnych.

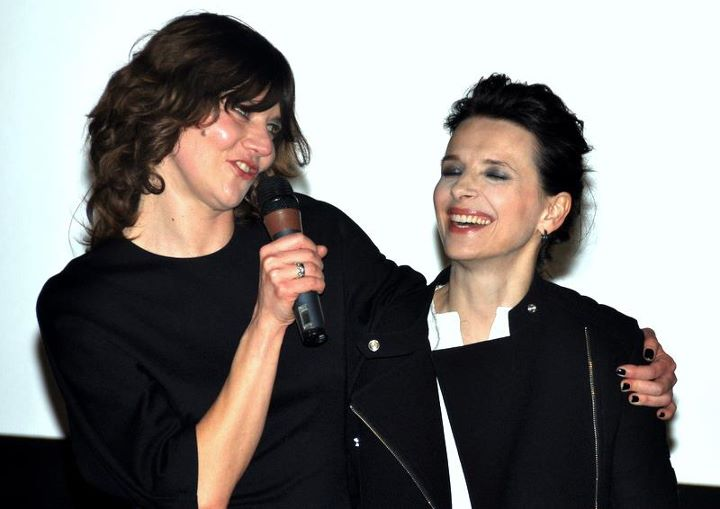
Szumowska i Juliette Binoche na prapremierze Sponsoringu (2012)

Na fali sukcesu 33 scen z życia podjęła współpracę z duńską wytwórnią Zentropa prowadzoną przez Larsa von Triera, któremu wyprodukowała film Antychrysta (2009). Zentropa w rewanżu dofinansowała produkcję kolejnego jej pełnometrażowego filmu – Sponsoring (Elles, 2011), którego główna bohaterka, pracownica magazynu dla pań (Juliette Binoche), prowadzi reportaż o prostytucji wśród studentek. Sponsoring podzielił krytyków, którzy jako wady filmu wskazywali przerost publicystycznej treści i jednoznaczne przesłanie, ale doceniali rolę Binoche i partnerujących jej Joanny Kulig i Anais Demoustier.
Międzynarodowe uznanie przyniósł Szumowskiej W imię... (2013) o księdzu (Andrzej Chyra), który stopniowo odkrywa w sobie pociąg homoseksualny do jednego z wychowanków zakładu poprawczego. Choć część recenzentów w filmie Szumowskiej dopatrywała się błędów scenariuszowych i niezręcznego potraktowania drażliwej kwestii homoseksualizmu w Kościele, W imię... zapewnił Szumowskiej nagrodę za reżyserię na 38. Festiwalu Filmowym w Gdyni i nagrodę środowisk LGBT na Międzynarodowym Festiwalu Filmowym w Berlinie.
Kolejny film Szumowskiej, Body/Ciało (2015), okazał się jednym z najważniejszych utworów w karierze reżyserki. Prowokacyjna przypowieść o prokuratorze (Janusz Gajos), który wespół z chorą na anoreksję córką próbuje odnaleźć sens życia po śmierci żony i zasięga porady u parapsycholog (Maja Ostaszewska), została ciepło przyjęta przez polską widownię i otrzymała Złote Lwy w Gdyni. Anna Tatarska z portalu Onet.pl stwierdziła, że Body/Ciało było dla niej pierwszym niepretensjonalnym filmem Szumowskiej: „Zniknęła drażniąca powaga przekonanego o swojej wyjątkowości buntownika idealisty, pojawił się luz”. Ciało doceniła również krytyka zagraniczna, nie okazując wszelako entuzjazmu, a Szumowska za reżyserię filmu została uhonorowana Srebrnym Niedźwiedziem na Berlinale.
Następnie wyreżyserowała film Twarz (2018) stanowiący satyrę na współczesną Polskę na przykładzie losów robotnika (Mateusz Kościukiewicz), który po nieszczęśliwym wypadku na budowie olbrzymiego posągu Chrystusa przechodzi operację transplantacji twarzy, po której spotyka się z niechęcią otoczenia. Twarz odczytywano jednak przede wszystkim jako drwinę z polskiej mentalności, czego wyrazem była np. początkowa scena wdzierania się tłumu rozebranych klientów, skuszonych osobliwą promocją, do galerii handlowej. Części krytyków taka satyra się nie podobała. Niekiedy Twarz niepochlebnie porównywano do filmów Patryka Vegi; Krzysztof Varga  w „Gazecie Wyborczej” opisywał film jako „przepełniony pogardą dla ludu”, Łukasz Adamski z portalu wPolityce.pl zarzucał reżyserce „prymitywne szyderstwo”, a Przemysław Dobrzyński z portalu Spider’s Web pisał, iż Szumowska stworzyła „nieprzyjemną farsę o tym, jaka to zła i zacofana jest polska wieś, szczególnie, jak przygląda się jej z Placu Zbawiciela czy Potsdamer Platz w Berlinie z grupką oderwanych od życia hipsterów”. Za Twarz otrzymała kolejnego w karierze Srebrnego Niedźwiedzia na Berlinale. 
W 2019 ukończyła film Córka boga (The Other Lamb, 2020), który miał premierę na platformie dystrybucyjnej Netflix. Główna bohaterka filmu wyprodukowanego w Irlandii i Belgii, żyjąca w patriarchalnej wspólnocie rządzonej przez kapłana-despotę, z czasem podważa sens odprawianych przezeń rytuałów. The Other Lamb na ogół interpretowano jako wyrazisty feministyczny manifest; w Stanach Zjednoczonych dzieło Szumowskiej odbierano pozytywnie, aczkolwiek w Polsce recenzje były bardziej powściągliwe. Kolejny film Szumowskiej, Śniegu już nigdy nie będzie (2020) o ukraińskim masażyście (Alec Utgoff), który staje się powiernikiem swoich klientów z klasy średniej, został zakwalifikowany do konkursu głównego na Międzynarodowym Festiwalu Filmowym w Wenecji. Film ten był także polskim kandydatem do Oscara w kategorii filmu międzynarodowego, lecz ostatecznie nie otrzymał nominacji.
W 2022 premierę miał jej kolejny anglojęzyczny film, Infinite Storm, oparty na prawdziwej historii, którą opisał dziennikarz „Reader's Digest” Ty Gagne w artykule High Places: Footprints in the Snow Lead to an Emotional Rescue. Infinite Storm opowiadał historię samotnej wspinaczki na Górę Waszyngtona w Stanach Zjednoczonych, podczas której główna bohaterka – pielęgniarka i przewodniczka górska, Pam Bales (Naomi Watts) – musi zmierzyć się z burzą śnieżną i ryzykując własne życie, pomaga obcej osobie spotkanej na szlaku. Film zadebiutował na 10. miejscu amerykańskiego box office'u, będąc tym samym pierwszym filmem współfinansowanym przez polskie instytucje, któremu udało się tego dokonać. Recenzje Infinite Storm zarówno w Polsce, jak i w Stanach Zjednoczonych były jednak chłodne. Michael O'Sullivan z „Washington Post” pisał, iż Infinite Storm to „wstrząsająca historia o przetrwaniu, której pozbawiono energii na potrzeby uzyskania melodramatycznego poklasku [widowni], który wydaje się – choć rzeczywisty – niezasłużony”. Michał Piepiórka w recenzji dla „Czasu Kultury” szedł dalej, twierdząc, że „artystyczne decyzje polskiej reżyserki zaczynają jawić się jako coraz bardziej desperackie. Jakby za wszelką cenę chciała przetrwać na wymagającym rynku światowego kina”.
W 2023 podczas 80. Międzynarodowego Festiwalu Filmowego w Wenecji odbyła się uroczysta premiera jej kolejnego filmu – Kobieta z..., który brał także udział w Konkursie Głównym. Tematem filmu jest kilkadziesiąt lat życia osoby transpłciowej (podwójna rola Mateusza Więcławka i Małgorzaty Hajewskiej-Krzysztofik), począwszy od czasów późnego komunizmu w Polsce po współczesność. Guy Lodge z „Variety” pisał, iż „dramaturgicznie Kobieta z… jest nierówna, powolna w niektórych odcinkach swojej wewnętrznie epickiej narracji […]. Trzyma jednak widzów w napięciu dzięki emocjonalnej sile opowiadanej historii”. W 2024 roku odbyła się premiera jej kolejnego, realizowanego jeszcze w poprzedniej dekadzie dokumentu fabularyzowanego All Inclusive. Szumowska opisywała All Inclusive jako portret siedmiu Polek, „które wyjeżdżają na wczasy, a potem odrywają się od turystycznej rzeczywistości i jadą w głąb Maroka”. Ponownie przy okazji premiery tego filmu krytycy oskarżali Szumowską i partnerującego jej Englerta o utrwalanie klasistowskich stereotypów na temat polskich prowincjuszy oraz jałowe cytaty z kina Ulricha Seidla i Marka Piwowskiego.

### Poza reżyserią
W 2016 zasiadła w jury konkursu głównego na 66. MFF w Berlinie. W 2018 była członkiem jury na 75. MFF w Wenecji.
Jest członkinią Gildii Reżyserów Polskich.

### Życie prywatne
W 2001 poślubiła operatora filmowego Michała Englerta, z którym rozwiodła się po śmierci obojga rodziców. Z montażystą filmowym Jackiem Drosią ma syna, Macieja. W 2011 wyszła za aktora Mateusza Kościukiewicza, z którym ma córkę Alinę (ur. 2012).

### Poglądy
Zadeklarowała w 2015, że „nie ma skrystalizowanych poglądów i dlatego nie umie wyrażać jednoznacznych opinii [...] Terroryści mordują redakcję «Charlie Hebdo», a dzieci muzułmanów, których ściągnięto do Francji jako tanią siłę roboczą, nie mają pracy. Życie stało się brutalne i nie pozwala na łatwe odpowiedzi”. W lipcu 2017 została sojuszniczką osób LGBT, biorąc udział w akcji „Ramię w ramię po równość” Kampanii Przeciw Homofobii. Zadeklarowała wówczas, że: „Ważne jest to, żeby w takim kraju, jakim jest Polska, i w czasach, w jakich aktualnie żyjemy, wypowiadać swoje zdanie publicznie i po prostu bronić praw osób LGBT”. Wystąpiła również w kampanii Anji Rubik #sexedpl, nagrywając krótki film poruszający temat masturbacji.

## Styl filmowy
Twierdzi, że znajduje się pod wpływem twórczości swojego mentora Wojciecha Jerzego Hasa, a także Kazimierza Karabasza. Ironicznie wykorzystywała ikonografię zapożyczoną z filmów Krzysztofa Kieślowskiego, nawiązując do jego sposobu portretowania kobiet w Dekalogu oraz trylogii Trzy kolory. Zdaniem Magdaleny Podsiadło reżyserka Body/Ciała czyni swoje bohaterki „ostentacyjnie niemodnymi, wychudzonymi i aseksualnymi, a także przypisuje im irracjonalność i rozchwianie psychiczne. Tak przygotowany zestaw cech kobiecych reżyserka waloryzuje w filmie pozytywnie, przezwyciężając wpisaną do niego mizoginię i kpiąc ze stereotypowego podziału na racjonalnych mężczyzn i histeryczne kobiety”. Piotr Pławuszewski zauważa dwa motywy przewijające się przez twórczość Szumowskiej: potrzebę miłości, która skutkuje jednak cierpieniem bohaterów i w skrajnych przypadkach doprowadza do ich wyniszczenia; a także konieczność zmierzenia się z poważną chorobą i śmiercią bliskich, która wpisana jest w ludzkie doświadczenie.
Janusz Wróblewski i Barbara Kaczmarczyk z „Polityki” stwierdzili, że Szumowska jest „artystką przekorną, ostentacyjnie łamiącą granice tego, co uchodzi za przyzwoite, powszechnie ustalone i niepodlegające społecznej dyskusji. Jej podejście do kwestii ostatecznych, wizje dojrzewania, macierzyństwa, homoseksualizmu kłócą się z potocznym wyobrażeniem, wielu drażnią i oburzają”. Jakub Popielecki z portalu Filmweb podsumowywał twórczość Szumowskiej słowami: „Jest reżyserką intuicyjną, emocjonalną – stąd biorą się największe zalety i wady jej filmów. W poszukiwaniu ekranowej atrakcji często traci ona twórcze skupienie, co prowadzi ją na manowce banału czy nawet kiczu”. Marta Kąsiel kontrowała, iż „filmy Szumowskiej jeszcze nie osiągają poziomu arcydzieł. Jednakże stale są zauważane na arenie międzynarodowej i co najważniejsze: są godną wizytówką naszego kraju”.

## Filmografia
| Rok  | Tytuł                            | Reżyserka | Scenarzystka | Producentka | Uwagi                                     |
| ---- | -------------------------------- | --------- | ------------ | ----------- | ----------------------------------------- |
| 1995 | Niemcy                           | T         |              |             | etiuda szkolna                            |
| 1996 | Zanim zniknę                     | T         | T            |             | etiuda szkolna                            |
| 1997 | Cisza                            | T         | T            |             | etiuda szkolna                            |
| 1997 | Jeden dzień z życia Tomka Karata | T         | T            |             | film dokumentalny                         |
| 1999 | Siedem lekcji miłości            | T         | T            |             | film dokumentalny                         |
| 2000 | Wniebowstąpienie                 | T         | T            |             | etiuda szkolna                            |
| 2000 | Ślub w domu samotności           | T         |              |             | film dokumentalny                         |
| 2000 | Szczęśliwy człowiek              | T         | T            |             |                                           |
| 2001 | Dokument...                      | T         | T            |             | film dokumentalny                         |
| 2004 | Ono                              | T         | T            |             |                                           |
| 2004 | Wizje Europy                     | T         | T            | T           | film krótkometrażowy                      |
| 2005 | Ojciec                           | T         |              |             | segment filmu Solidarność, Solidarność... |
| 2005 | Mój tata Maciek                  | T         | T            |             | film dokumentalny                         |
| 2006 | A czego tu się bać?              | T         | T            |             | film dokumentalny                         |
| 2008 | 33 sceny z życia                 | T         | T            | T           | koproducentka                             |
| 2009 | Antychryst                       |           |              | T           | reż. Lars von Trier                       |
| 2011 | Sponsoring                       | T         | T            | T           | koproducentka                             |
| 2013 | W imię...                        | T         | T            | T           | koproducentka                             |
| 2015 | Body/Ciało                       | T         | T            | T           |                                           |
| 2017 | Twarz                            | T         | T            | T           |                                           |
| 2019 | Córka boga                       | T         |              |             |                                           |
| 2020 | Śniegu już nigdy nie będzie      | T         | T            | T           |                                           |
| 2022 | Infinite Storm                   | T         |              | T           | producentka wykonawcza                    |
| 2023 | Kobieta z...                     | T         | T            | T           |                                           |

## Nagrody
| Rok  | Film                  | Festiwal                                                                      | Nagroda                                                               |
| ---- | --------------------- | ----------------------------------------------------------------------------- | --------------------------------------------------------------------- |
| 1998 | Cisza                 | Międzynarodowy Festiwal Filmowy w Angers                                      | Nagroda Specjalna Jury w kategorii filmów szkolnych                   |
| 1998 | Cisza                 | Europejski Festiwal Szkół Filmowych w Bolonii                                 | Nagroda Specjalna Jury                                                |
| 1998 | Cisza                 | Krakowski Festiwal Filmowy                                                    | Dyplom Honorowy                                                       |
| 1998 | Cisza                 | Międzynarodowy Festiwal Szkół Filmowych i Telewizyjnych „Mediaschool” w Łodzi | Grand Prix                                                            |
| 1998 | Cisza                 | Dokument-Art w Neubrandenburgu                                                | Grand Prix                                                            |
| 1998 | Cisza                 | Tel-Aviv International Student Film Festival                                  | I Nagroda w kategorii filmu dokumentalnego                            |
| 1999 | Cisza                 | Międzynarodowy Festiwal Filmów Krótkometrażowych w Tampere                    | Nagroda dla najlepszego filmu dokumentalnego                          |
| 1999 | Cisza                 | Festiwal Filmowy w Meksyku                                                    | Grand Prix                                                            |
| 1999 | Siedem lekcji miłości | Krakowski Festiwal Filmowy                                                    | Dyplom Honorowy                                                       |
| 2000 | Szczęśliwy człowiek   | Międzynarodowy Festiwal Filmowy w Salonikach                                  | Artistic Achievement Award                                            |
| 2001 | Szczęśliwy człowiek   | Tarnowska Nagroda Filmowa                                                     | Nagroda Specjalna za scenariusz                                       |
| 2001 | Dokument...           | Krakowski Festiwal Filmowy                                                    | Dyplom Honorowy                                                       |
| 2005 | Ono                   | Festiwal Filmów z Europy Środkowej i Wschodniej w Wiesbaden                   | Nagroda za reżyserię                                                  |
| 2007 | A czego tu się bać?   | Krakowski Festiwal Filmowy                                                    | Nagroda Jury Studentów Miasta Krakowa                                 |
| 2007 | A czego tu się bać?   | Lubuskie Lato Filmowe                                                         | Złote Grono w Konkursie Filmów Dokumentalnych                         |
| 2007 | A czego tu się bać?   | Międzynarodowy Festiwal Filmowy „Nowe Horyzonty”                              | Nagroda w kategorii filmów dokumentalnych                             |
| 2008 | 33 sceny z życia      | Festiwal Polskich Filmów Fabularnych                                          | Nagroda za reżyserię                                                  |
| 2008 | 33 sceny z życia      | Festiwal Polskich Filmów Fabularnych                                          | Nagroda Sieci Kin Studyjnych i Lokalnych                              |
| 2008 | 33 sceny z życia      | Festiwal Polskich Filmów Fabularnych                                          | Nagroda Dziennikarzy                                                  |
| 2008 | 33 sceny z życia      | Międzynarodowy Festiwal Filmowy w Locarno                                     | Nagroda Specjalna Jury                                                |
| 2009 | 33 sceny z życia      | TVP Kultura                                                                   | Nagroda w kategorii: film                                             |
| 2009 | 33 sceny z życia      | Polska Akademia Filmowa                                                       | Orzeł za najlepszy film                                               |
| 2009 | 33 sceny z życia      | Polska Akademia Filmowa                                                       | Nagroda Publiczności                                                  |
| 2009 | 33 sceny z życia      | „Polityka”                                                                    | Paszport „Polityki”                                                   |
| 2009 | 33 sceny z życia      | Tarnowska Nagroda Filmowa                                                     | Nagroda Jury Młodzieżowego                                            |
| 2009 | 33 sceny z życia      | Tarnowska Nagroda Filmowa                                                     | Grand Prix                                                            |
| 2009 | 33 sceny z życia      | „Film”                                                                        | Złota Kaczka dla najlepszego filmu                                    |
| 2009 | 33 sceny z życia      | „Film”                                                                        | Złota Kaczka za najlepszy scenariusz                                  |
| 2009 | 33 sceny z życia      | Festiwal Filmów Polskich „Wisła” w Moskwie                                    | Nagroda Publiczności                                                  |
| 2012 | Sponsoring            | Międzynarodowy Festiwal Filmowy „Eurasia” w Ałma-Acie                         | Nagroda za reżyserię                                                  |
| 2013 | W imię...             | Międzynarodowy Festiwal Filmowy w Berlinie                                    | Teddy Awards                                                          |
| 2013 | W imię...             | Romania International Film Festival w Bukareszcie                             | Nagroda sekcji „Woman in Cinema”                                      |
| 2013 | W imię...             | Festiwal Filmu Polskiego w Ameryce                                            | Nagroda Specjalna Przewodniczącego Komitetu Organizacyjnego Festiwalu |
| 2013 | W imię...             | Międzynarodowy Festiwal Filmów Kobiecych w Dortmundzie                        | Nagroda Główna                                                        |
| 2013 | W imię...             | Festiwal Polskich Filmów Fabularnych                                          | Nagroda za reżyserię                                                  |
| 2013 | W imię...             | Festiwal Polskich Filmów Fabularnych                                          | Srebrne Lwy                                                           |
| 2013 | W imię...             | Festiwal Polskich Filmów Fabularnych                                          | Gwiazda Gwiazd Elle                                                   |
| 2013 | W imię...             | Międzynarodowy Festiwal Filmowy „Mołodist” w Kijowie                          | Sunny Bunny                                                           |
| 2013 | W imię...             | Międzynarodowy Festiwal Filmów LGBT Mix Milano                                | Nagroda dla najlepszego filmu                                         |
| 2013 | W imię...             | Nyski Festiwal Filmowy w Żytawie                                              | Nagroda dla najlepszego filmu fabularnego                             |
| 2015 | Body/Ciało            | Międzynarodowy Festiwal Filmowy w Berlinie                                    | Srebrny Niedźwiedź za reżyserię                                       |
| 2015 | Body/Ciało            | Międzynarodowy Festiwal Filmowy w Brukseli                                    | Nagroda Jury                                                          |
| 2015 | Body/Ciało            | Festiwal Polskich Filmów Fabularnych                                          | Złote Lwy                                                             |
| 2015 | Body/Ciało            | Festiwal Polskich Filmów Fabularnych                                          | Nagroda Festiwali i Przeglądów Filmu Polskiego za Granicą             |
| 2015 | Body/Ciało            | TVP Kultura                                                                   | Gwarancja Kultury                                                     |
| 2015 | Body/Ciało            | Międzynarodowy Festiwal Kina Niezależnego „Off Camera” w Krakowie             | Nagroda Główna w Konkursie Polskich Filmów Fabularnych                |
| 2015 | Body/Ciało            | Al Este de Lima                                                               | Nagroda Główna                                                        |
| 2015 | Body/Ciało            | Lubuskie Lato Filmowe                                                         | Złote Grono                                                           |
| 2015 | Body/Ciało            | Tarnowska Nagroda Filmowa                                                     | Grand Prix                                                            |
| 2015 | Body/Ciało            | Tarnowska Nagroda Filmowa                                                     | Nagroda Jury Młodzieżowego                                            |
| 2016 | Body/Ciało            | Europejska Nagroda Filmowa                                                    | Nagroda Publiczności                                                  |
| 2016 | Body/Ciało            | Gildia Reżyserów Polskich                                                     | Nagroda im. Krzysztofa Krauzego                                       |
| 2016 | Body/Ciało            | The New York Polish Film Festival                                             | Nagroda „Ponad Granicami” im. Krzysztofa Kieślowskiego                |
| 2016 | Body/Ciało            | Polska Akademia Filmowa                                                       | Orzeł za najlepszy film                                               |
| 2016 | Body/Ciało            | Polska Akademia Filmowa                                                       | Orzeł za najlepszą reżyserię                                          |
| 2016 | Body/Ciało            | Koło Piśmiennictwa Filmowego Stowarzyszenia Filmowców Polskich                | Złota Taśma                                                           |
| 2018 | Twarz                 | Międzynarodowy Festiwal Filmowy w Berlinie                                    | Srebrny Niedźwiedź                                                    |
| 2018 | Twarz                 | Międzynarodowy Festiwal Kina Niezależnego „Off Camera”                        | Nagroda Główna w Konkursie Polskich Filmów Fabularnych                |

## Wyróżnienia i odznaczenia
Postanowieniem prezydenta RP Bronisława Komorowskiego z 16 czerwca 2015 została odznaczona Złotym Krzyżem Zasługi za zasługi dla kultury polskiej. 2 listopada 2015 została wyróżniona Srebrnym Medalem „Zasłużony Kulturze Gloria Artis”. W 2020 miesięcznik „Twój Styl” wyróżnił Szumowską jako jedną z sześciu „Kobiet 30-lecia”, obok Ireny Eris, Janiny Ochojskiej, Doroty Soszyńskiej, Olgi Tokarczuk i Martyny Wojciechowskiej.